# Abednego Matilu
Abednego Matilu (né le 21 novembre 1968) est un athlète kényan spécialiste du 400 mètres.
Il se classe troisième du 400 m lors des Championnats d'Afrique de 1992, derrière Bobang Phiri et Kennedy Ochieng. L'année suivante, le Kényan remporte la médaille d'argent du relais 4 × 400 mètres lors des Championnats du monde de Stuttgart aux côtés de Simon Kemboi, Kennedy Ochieng et Samson Kitur. L'équipe du Kenya, qui établit le temps de 2 min 59 s 82, s'incline largement face aux États-Unis qui réalise un nouveau record du monde.
Il participe aux Championnats du monde de 1995 et atteint les demi-finales du 400 m. Il s'incline au premier tour des séries lors de l'édition 1999.
Son record personnel sur 400 m est de 44 s 97, établi le 6 août 1995 à Göteborg.

## Palmarès
| Date | Compétition            | Lieu               | Résultat | Épreuve   |
| ---- | ---------------------- | ------------------ | -------- | --------- |
| 1992 | Championnats d'Afrique | Belle Vue Mauricia | 3e       | 400 m     |
| 1993 | Championnats du monde  | Stuttgart          | 2e       | 4 × 400 m |
| 1999 | Jeux africains         | Johannesburg       | 3e       | 4 × 400 m |